# Wirye-dong, Hanam
Wirye-dong (koreanska: 위례동) är en stadsdel i staden Hanam i provinsen Gyeonggi i den norra delen av
Sydkorea, 18 km öster om huvudstaden Seoul.